# Haarmoos
Haarmoos este o arie protejată (arie specială de conservare — SAC, sit de importanță comunitară — SCI, arie de protecție specială avifaunistică — SPA) din Germania întinsă pe o suprafață de 278,83 ha, integral pe uscat.

## Localizare
Centrul sitului Haarmoos este situat la coordonatele 47°54′19″N 12°53′41″E / 47.9053°N 12.8947°E.

## Înființare
Situl Haarmoos a fost declarat sit de importanță comunitară în noiembrie 2004 pentru a proteja 13 specii de animale. Alte tipuri de protecție:
- arie de protecție specială avifaunistică (în septembrie 2006)[2]
- arie specială de conservare (în aprilie 2016)[1][3][4]

## Biodiversitate
Situată în ecoregiunea continentală, aria protejată conține 3 habitate naturale: Pajiști cu Molinia pe soluri calcaroase, turboase sau argilos-nămoloase (Molinion caeruleae), Liziere de ierburi înalte hidrofile de câmpie și de nivel montan până la alpin, Fânețe de joasă altitudine (Alopecurus pratensis, Sanguisorba officinalis).
La baza desemnării sitului se află mai multe specii protejate:
- păsări (11): fâsă de luncă (Anthus pratensis), prepeliță (Coturnix coturnix), cristeiul de câmp (Crex crex), becațină comună (Gallinago gallinago), sfrâncioc roșiatic (Lanius collurio), presură sură (Miliaria calandra), gaia neagră (Milvus migrans), gaia roșie (Milvus milvus), Numenius arquata arquata, mărăcinar (Saxicola rubetra), nagâț (Vanellus vanellus)
- nevertebrate (2): phengaris nausithous (Maculinea nausithous), Maculinea teleius